# Свобода вероисповедания в Йемене
Конституция Йемена предусматривает свободу вероисповедания, однако есть некоторые ограничения. Конституция объявляет, что ислам — это государственная религия Йемена и шариат — источник всего законодательства. Политика правительства продолжала способствовать свободному исповеданию религии, однако до сих пор существуют некоторые ограничения. Например, мусульманам запрещается менять веру, а также запрещается прозелитировать мусульман.
Хотя отношения между религиозными группами продолжали способствовать религиозной свободе, были некоторые жалобы о нарушениях или социальной дискриминации по признаку религиозной принадлежности. Были отдельные нападения на иудеев, и некоторые мусульмане-зейдиты чувствовали, что подвергаются преследованиям со стороны правительственных организаций за их религиозную принадлежность.

## Религиозная демография
Большинство жителей Йемена являются мусульманами, исповедующими зейдитский шиизм (35—50 %) или шафиитский суннизм (50—65 %). Иудеи являются старейшим религиозным меньшинством. Практически всё когда-то значительное иудейское население страны эмигрировало. В стране осталось лишь около 500 иудеев, в основном в Сааде.
В стране осталось также всего около 3000 христиан, большинство из них — беженцы или временные жители. С ростом политической нестабильности и жестокости в стране, число индийцев в Йемене упало также до 3000. Точной оценки количества индуистов нет.

## Статус свободы вероисповедания

### Правовой и политический статус
Немусульманам разрешается поклоняться почитаемым богам и носить свою религиозную одежду. Однако, мусульманам запрещается менять веру, а также запрещается пропагандировать свою веру, существует запрет на прозелитизм. Наказание за смену веры — смертная казнь. Однако, обвиняемый может покаяться перед смертью, и в таком случае будет освобождён от наказания. За всё время ещё не было ни одного случая смертной казни за вероотступничество.
Мусульманские праздники, такие как Курбан-байрам, Мухаррам и Ураза-байрам, являются государственными праздниками.
В государственных школах ведётся урок основ ислама, однако основ других религий не существует, хотя гражданам разрешается посещать частные школы, в которых ислам не преподается. Правительство не допускает, чтобы в частных и национальных школах преподавались какие-либо курсы, выходящие за рамки официально утверждённой учебной программы, что запрещает вести какие-либо курсы других религий во всей стране. Поскольку правительство обеспокоено тем, что нелицензированные религиозные школы отклоняются от формальных образовательных требований и пропагандируют милитаристскую идеологию, оно закрыло более 4 500 таких учреждений и депортировало иностранных студентов, обучающихся в них.

### Ограничения свободы вероисповедания
Президент обязан быть мусульманином. Однако это не запрещает приверженцам других религий занимать государственную должность, пока они «пока они продолжат выполнять их религиозные обязательства».
Существуют также ограничения на женитьбу между мусульманами и немусульманами: мусульманская женщина не может женится на немусульманине, а мусульманский мужчина не может женится на женщине, не исповедующей одну из трёх авраамических религий (ислам, иудаизм, христианство).
Государство запрещает строить общественные места поклонения божествам перед их регистрацией. Как сообщают представители католицизма, их приходится долго ждать, прежде чем государство разрешит строить римско-католическую церковь.
Крупная оппозиционная партия Ислах ставит следующее условие участникам партии: каждый из них обязан быть преданным исламу.
Поступали жалобы о том, что как Министерство культуры и Управление политической безопасности отслеживали и убирали книги, которые поддерживали шиитское течение зейдитов, с полок магазинов после их публикации. Государство Йемена не запрещает немусульманскую литературу, однако известны сообщения о том, что граждане Йемена подвергались преследованиям со стороны членов УПБ, организации, которая подчиняется непосредственно администрации президента, и полиции за хранение подобной литературы.

### Нарушения свободы вероисповедания
В 2007 году сотрудники службы безопасности произвольно арестовали и задерживали лица, подозреваемые в прозелитизме.
В мае 2006 года президент Али Абдалла Салех помиловал двух подозреваемых имамов, Яхья Хуссейна аль-Дайлами, который был приговорен к смертной казни, и Мухаммеда Ахмада Мифта, который был приговорен к 8 годам лишения свободы.
8 марта 2015 года, во время всеобщего хаоса на фоне гражданской войны, йеменские боевики совершили налёт на школу для девочек в Адене, чтобы дать «последнее предупреждение» ученикам, которые еще не приняли правила навязывания одежды, подробно изложенные в листовках, подписанных йеменскими филиалами ИГИЛ. В листовке содержались угрозы смерти, адресованные евреям, христианам и неверным, «которые осмеливаются продолжать носить непристойную одежду». В брошюре говорилось, среди прочего: «Мы убьем любого, кто нарушает закон Божий».